# لی هان-بئوم
لی هان-بئوم (زاده ۱۷ ژوئن ۲۰۰۲) یک بازیکن فوتبال اهل کره جنوبی است که در پست مدافع برای باشگاه فوتبال میتیلند در سوپر لیگ فوتبال دانمارک بازی می‌کند.

## منبع
1. ↑  "Officielt: FCM henter sydkoreansk midtstopper". bold.dk (به دانمارکی). 28 August 2023. Retrieved 28 August 2023.
2. ↑  "Lee Han-beom flies to Denmark to join FC Midtjylland". Korea JoongAng Daily. 28 August 2023. Retrieved 28 August 2023.